# Декадни гигабит
Декадни гигабит се користи као јединица мере података у рачунарству и износи 1000 декадних мегабита. 